# Dīmītrīs Katsivelīs
Dīmītrīs Katsivelīs (in greco Δημήτρης Κατσίβελης?; Salonicco, 1º ottobre 1991) è un cestista greco.

## Palmarès
- Campionato greco: 2

Olympiakos: 2011-12, 2014-15
- Coppa di Grecia: 1

Olympiakos: 2010-11
- Eurolega: 2

Olympiakos: 2011-12, 2012-13
- Coppa Intercontinentale: 1

Olympiakos: 2013